# Alexander von Schoeller
Pour les articles homonymes, voir Schoeller.
Wilhelm Alexander von Schoeller (né le 12 juin 1805 à Düren, Premier Empire, mort le 11 novembre 1886 à Vienne, Autriche-Hongrie) est un homme d'affaires germano-autrichien.

## Biographie
Il est le fils de Johann Paul Schoeller (1772–1845), fabricant de tissus, et son épouse Elisabeth Henriette Wilhelmine Eickel. Il suit une formation commerciale dans l'usine du père et acquiert une expérience pratique en 1825 dans le commerce sous la direction de son cousin Philipp Wilhelm von Schoeller (1797-1877) (de) dans son usine à Brno. En 1831, il prend la tête de la succursale de Vienne. En 1833, Schoeller fonde à Vienne son propre magasin de grossiste "Schoeller & Co.", dont il contrôle centralement le commerce des produits des différentes entreprises familiales mais aussi des futures connexions industrielles en compagnie de son frère Johann Paul von Schoeller (1808-1882). Alexander von Schoeller développe cette société de négoce dont une division bancaire qui deviendra la Schoellerbank.
Schoeller profite maintenant de l'occasion pour innover davantage et fonde en 1843 avec Alfred Krupp l'usine sidérurgique de Berndorf pour produire de la coutellerie fine. En 1862, ils reprennent la Ternitzer Eisenwerke Reichenbach, qui devient en 1868 avec le frère d'Alfred, Hermann Krupp, la Ternitzer Walzwerk- und Stahlfabrikations-Actien-Gesellschaft et en 1924 à la suite de la fusion avec la Bleckmann Stahlwerken à Mürzzuschlag la Schoeller-Bleckmann Stahlwerke. Afin de garantir l'accès aux sources de matières premières pour ses entreprises, il acquiert des intérêts dans les mines de charbon de Miesbach et de Jaworzno et fonde avec Ernst von Herring et son neveu Gustav Adolph von Schoeller une société de droit minier à Mirošov.
Comme avant, son frère Heinrich Eduard von Schoeller (1803-1879) à Edelény en Hongrie, Alexander von Schoeller investit dans l’industrie alimentaire, plus particulièrement dans l’industrie du sucre. À cette fin, il achète des biens agricoles destinés à la culture de la betterave à sucre, notamment à Čakovice, Ctěnice et Miškovice, tous situés près de Prague, et en partie avec son cousin de Brno, Philipp Wilhelm, des actions d'usines de raffinage du sucre dans ces lieux qu'il lui rachète ensuite. En 1856, il fonda la sucrerie à Vrdy.
De plus, il fonde à Ebenfurth, près de Vienne, une usine de transformation d'orge, la plus grande d'Autriche-Hongrie. Il prend à bail avec Carl Leidenfrost des bars-brasseries de Levice qui deviendront la propriété de son neveu Gustav von Schoeller puis de son petit-neveu Gustav Philipp von Schoeller qui en feront un modèle de distillerie. En 1867, Alexander von Schoeller achète le château de Levice à la Maison Esterházy, qui demeure la propriété de la famille jusqu'à l'expropriation des décrets Beneš en 1945.
D'autres participations, entre autres, dans la société générale autrichienne de construction (aujourd'hui Porr), la filature familiale de Brno, ainsi que dans l'usine de boulonnerie de Neunkirchen en Basse-Autriche, l'usine de cellulose à Hirschwang et plusieurs banques industrielles montrent l'influence économique de Schoeller.
Schoeller est membre de plusieurs conseils de surveillance et d'administration, tels que la Chambre de commerce et d'industrie de Basse-Autriche, le tribunal de commerce, la Chambre des métiers d'Autriche ou la Niederösterreichische Escompte-Gesellschaft. Il est conseillé et soutenu par Anselm von Rothschild au moment de la fondation de l'Österreichische Credit-Anstalt für Handel und Gewerbe. En 1868, il devient membre à vie du Reichsrat d'Autriche.
Au cours des dernières années de sa vie, il passe l'hiver à Nice pour cause de maladie. Schoeller, qui appartient à la communauté protestante à Vienne, est enterré au cimetière évangélique de Matzleinsdorf.
Alexander Schoeller est anobli en 1863 et est fait chevaliers de 3e classe de l'Ordre de la Couronne de fer d'Autriche.

## Famille
Alexander von Schoeller épouse Pauline Hoesch (1814–1881), la sœur de Leopold Hoesch. Après sa mort, il épouse Pauline Hendeß (1837-1921) , native de Cöslin, à Vienne. Les deux mariages ne donnent pas d'enfant, l'activité principale d'Alexander, la maison de commerce et banque viennoise Schoeller & Co, ainsi que la plupart de ses industries reviennent à ses trois neveux, Gustav Adolph von Schoeller (1826-1889), Philipp Wilhelm von Schoeller (1845-1916) et Paul Eduard von Schoeller (1853-1920).

## Sources
- (de) Cet article est partiellement ou en totalité issu de l’article de Wikipédia en allemand intitulé « Alexander von Schoeller » (voir la liste des auteurs).